# 亡装遺体ネクロマン
『亡装遺体ネクロマン』（ぼうそういたい ねくろまん）は、松本久志（まつもと ひさし）による漫画作品。講談社とYahoo!コミックによる「新世代ヒーロー創出」を提唱する協同企画ウェブマガジン『ヒーロークロスライン』に連載されていたウェブコミックである。

## 概要
ヒーロークロスライン創刊時の初期連載作品の一つで配信開始は2007年10月31日。第1話の翌週に第2話が更新されたが、以降は月単位の配信となる。第4話掲載翌週の2008年1月19日以降、本編が掲載されない週は「ネクロマン小ネタ劇場」と題する見開き1ページ分の短編漫画が週単位で更新された。2008年3月20日より有料デジタルコミックス版配信開始、翌21日より単行本が発売され、以降単行本発売や有料版配信に伴い第2話以降既収録分の無料公開は順次終了するが、第1話と単行本未収録分の比較的新しい数話をYahoo!コミックにて無料で読むことができた。現在では配信サイト自体がリンク切れとなっており、無料で読むことはできない。2008年8月6日第1シーズン配信終了。全11話。単行本全2巻。
架空の町「東久市」（ひがしひさし）を舞台に、作品世界にて1980年代に放送されたという架空の特撮ヒーロー「ネクロマン」の着ぐるみスーツを着た主人公・語が、作品における現実世界でかつての番組同様のダークヒーローとしてネクロマンを活躍させるべく、スーツに憑依した男性の霊「ダイモン」や特撮研女子部員の神楽と共に、ノッカーズを含む犯罪者に立ち向かっていくコメディストーリー漫画である。
作品内で明確に描かれているとおり、昭和期における等身大ヒーロー特撮番組のオマージュ的色彩の濃い作品で、当時から現在に至る特撮、スプラッター映画、漫画、アニメ、芸能といったジャンルからのパロディをも多く含む点が、この作品の特徴である。一方、多くのヒーロークロスライン作品ではあまり触れられない、ヒーローに対する人々の反応についても概ね非難を浴びる形で描かれ、アンチヒーローあるいはピカレスクヒーローの性格を持つ点も特徴である。なお、この作品の背景年代について作品中には言及が無いが、単行本巻末収録の年表によると、2008年春以降とされている。
世界観についてはヒーロークロスライン作品共通の世界観も参照。

## あらすじ
重度の特撮オタクにして特撮研部長の大散寺語は、亡き叔父のコレクションを整理しようと訪れた部屋で、かつて放送されていた悲運の特撮番組『亡装遺体ネクロマン』の主役ヒーローの着ぐるみを発見した。しかもその着ぐるみには男の霊が取り憑いており、生前にはなれなかった正義の味方になりたいと言う。特撮魂を刺激された語は、部員の神楽と共に、ネクロマンを「正義の死者」として現実に活躍させようと企画する。
手始めに学校内で起きる事件への対処から行動を始めた語たちだったが、次第に常識を超えた事件に遭遇する。折しも世間では、「ノッカーズ」と呼ばれる異能力者たちによる犯罪が問題となっていた。異形に変化し悪事を為すという敵役にピッタリの彼らに対して、語はネクロマンによる戦いを宣言するのだった。

## 登場キャラクター
ネクロマン
声 -松井謙典/神谷浩史
この作品におけるヒーロー。作品世界で過去に放送されていた特撮番組（後述）の同名ヒーローのスーツを語が着用し、ノッカーズ化した霊であるダイモンが力を与えることにより活躍する。大部分が黒づくめの姿で、口の部分が空き他の部分同様黒い軟質素材で輪郭が見えている白い仮面には瞳の無い三角形の黄色い眼と、額の辺りに幽霊画に描かれる三角布の様な形状があり、後頭部で繋がる5本の赤く太い線が前額部へと伸びていて、牙のある髑髏の様な胸当てとベルトを着け、裾が切り裂かれた様な形状のマントを羽織っている。また、過去の番組設定上は情報デバイスで現在はダイモンの感覚の一部を移した八咫烏（やたがらす）（但し、形状は烏というよりラバー・ダックに似ている）の血花（ちか）を左肩に乗せている。
物語開始以前の経緯は定かでないが、第1話時点でスーツ一式が語の亡き叔父の収集品としてアパートのロッカーに所蔵されており、男の霊（後のダイモン）が既に憑依していた。これを見つけた語により、ダイモンの「“正義の死者”として活躍したい」という希望と、彼自身の「正義のヒーローを現実に活躍させたい」という希望のもと、活動を開始した。本来は普通の着ぐるみなので着用者（語）以上の運動能力は持たないはずだが、ノッカーズであるダイモンによって運動能力や耐久力が強化されているらしい。当初は学校内で起こる小規模な事件に介入、それとは知らずにノッカーズ犯罪者に対峙していたが、第4話前半でノッカーズ犯罪を認識した語により、ノッカーズを敵として活動することが宣言された。以来、ヒーローとして認知されるべく行動しているが、語の企画する演出がことごとく裏目に出て、各事件関係者からは、あまり良い評判を得ていない。しかしながら、元々の特撮番組がダークヒーローを描いたものであったため、悪評も語にとってはアンチヒーローとしての成功と受け止められている。スーツは当初、語がスーツケースに入れて持ち運んでいたが、第3話以降は血花に移されたダイモンが霊本体を呼ぶことにより、大散寺邸から飛来する。また、過去の番組内での設定などがほとんど発見されないため、技名などは適当な名前が語によって付けられ、さらに本来装備しているはずのガイドバー部分に“テキサス魂”と刻まれたチェーンソー状の「レーザー・チェーンソー」は紛失されている。ラジオドラマ版ではレーザーチェーンソーを入手しており、「マインド・ネクローシス」という技を披露しているがどんな技なのかは不明
大散寺 語（だいさんじ かたる）
声 -神谷浩史
東久東（ひがしひさひがし）高校2年生の男子生徒で、特撮研部長。学校一の変人とも言われる重度の特撮オタクで、その姿も特撮ヒーローを意識した癖のある髪型をして眼鏡をかけ、常に首に赤いスカーフを巻き、手にフィンガーレスグローブを着けているのが特徴。部員勧誘に苦戦する中、亡き叔父の遺品からネクロマンの着ぐるみを発見、それに霊（ダイモン）が宿っていることを知り、彼をプロデュースして現実のヒーローに仕立てようと考えた。特撮に対する情熱は強烈な反面、世の中の出来事などには疎く、神楽に教えられるまでノッカーズの存在を知らなかった。また、ダイモンが嫌がるのを承知元々はネクロマンスーツ同様に叔父の所蔵であった「仮面ダイバーニューギニア」スーツの付属品であるコテカを度々装着させたり、自身がノッカーズだと知り悩むダイモンに追い討ちをかける冗談を言うなど、意地悪な一面を持つ。実家が裕福で、第5話に時田（ときた）なる執事が登場したほか、「小ネタ劇場」第8話では日本風の大きな屋敷である大散寺邸が描かれている。当初、自分でネクロマンスーツを着ることには抵抗していたが、結局なし崩し的に着用することになってしまった。
ダイモン
声 -小西克幸
ネクロマンスーツに憑依した男性の霊魂。第1話の回想では雨の中で腹部から血を流して横たわるチンピラ風の男が描かれているが生前の彼が何者でどんな最期を迎えたかは定かではなく、また生前の記憶も失っているが、死の直前、幼少時に大好きだったネクロマンの様な正義の味方になりたいと願ったところ、死後にネクロマンスーツに憑依していた。その際にノッカーズ能力を得たらしく、着ぐるみスーツに不思議な運動能力を与えることができる。但し、スーツを誰かが着用しないと複雑な動きはできず、さらに生身の人間に長時間触れないでいると弱ってしまうため、第3話以降、普段は視覚・会話能力など一部を移した八咫烏の血花を語が持ち歩くことでエネルギーを補充しつつ、活躍時には彼に着られることにより能力を発揮する。当初は「名無し」と呼ばれていたが、第2話終盤で神楽により「大門軍団」に因んで「ダイモン」と名づけられた。ガラの悪い物言いに反し、正義感の強い熱血漢の性格を持つ。なお、他の人物の発言が丸みを帯びたフキダシで表現されるのに対し、彼の話す言葉は多角形のフキダシで表現される。第10話にて記憶を取り戻す。彼の肉体はオルタレイション・バースト以降9年間、警察病院で肉体の老化無く眠り続けている。応援ブログでの著者の書き込みによると、本名は外葉真一(そとばしんいち)。警察庁のキャリアである双子の弟・外葉健二がいる。
神楽 舞（かぐら まい）
声 - かかずゆみ
唯一の特撮研部員である女子生徒。常に語と行動を共にするが彼ほど特撮の知識には深くなく、やや天然ボケ。実は特撮より刑事ドラマファンであるらしい。インターネットやノッカーズなど一般的な情報に疎い語に対し情報を提供、ネクロマンとしての彼とダイモンの活躍を支援する。部活動を除く語との関係については特に触れられないが、第1話終盤、ネクロマンスーツの発見で情熱を燃やす彼に彼女が胸をときめかせる描写があり、「変人好き」との記述が見られる。なお、物語の舞台となる東久市は、第4話での彼女の言葉によると練馬区に近い東京都郊外の町である。
多滝　喝男巡査（たたきかつお？）名の正確な読みは不明。
第5話終盤より登場した、警視庁西東京署所属の男性警察官。ノッカーズ犯罪に強いこだわり、またはノッカーズそのものに強い関心を抱いている。第6話における事件解決後、関係者の証言から「クロマン」（ネクロマン）なる黒マント姿のノッカーズの存在を確信、直後にBOOTSの桐生室長よりある依頼を受ける。
岸田森 進一（きしだもり しんいち）
「ネクロマン小ネタ劇場」（第4話以降）にのみ登場する、東久東高校の男性教員。作品内における過去の特撮番組としての『亡装遺体ネクロマン』について、本編では触れられない細かい設定を解説する。名前の読みについて、岸田森とは別人であることを毎回強調する。

### 他作品からの登場キャラクター
ギャラクティカ
『ギャラクティックマンション』に登場するノッカーズ。ボウリング球の様な胴体の前面にどんぐり眼と口しかないX字型の顔を持ち、頭部兼胴部に直接手足が生えた、一頭身の姿をしている。この作品では第4話にて同作品の舞台である練馬で頻繁に目撃されるノッカーズとして「ノッカーズ目撃情報BBS」の話題となっている。
桐生 吾郎（きりゅう ごろう）
『ギャラクティックマンション』に登場する、警視庁犯罪能力者対策部隊「BOOTS」（ブーツ）の指揮官。冷静沈着にノッカーズ犯罪者に対処するエリート。この作品では第6話終盤に登場、多滝巡査に“謎の黒マント”と認識されるネクロマンについてある依頼をする。
アルクベイン
声 - 杉田智和

## 用語解説
亡装遺体ネクロマン
作品世界において1980年代に放送されていた特撮テレビ番組。スプラッターホラー全盛の当時、不振であった特撮界において、両者を組み合わせることによって生み出された“血塗られた子供向け本格スプラッター特撮”。全国6局ネットで放送されるも企画段階からトラブルに見舞われ続け、映像資料やグッズ類もほとんど残っておらず、語ほどの特撮ファンにもその全貌がほとんど分からない幻の作品。回想などでは墓地を思わせる場所で血まみれのレーザーチェーンソーを構える様子が描かれており、ネクロマンサーに由来すると考えられるキャラクター名と共に、陰鬱な世界観を持つヒーローであったことが窺える。なお、放送回数が人によって差異がある様に受け止められる点など本編で謎として述べられている部分は、「小ネタ劇場」にて岸田森 進一によって解説されている。
番組放送時期について語は第1話で「（物語の）25年近く前」の「特撮冬の時代、そしてスプラッターホラー隆盛の時代」と述べており、回想の背景としてなめ猫や日本航空350便墜落事故を思わせる描写がある。現実にもこの当時、仮面ライダーシリーズやウルトラシリーズなど人気特撮作品が一段落し、後に人気となるメタルヒーローシリーズは放送開始されたばかりであり、スーパー戦隊シリーズを除き目立つ特撮作品が無かった一方、13日の金曜日シリーズを筆頭とするスプラッター映画ブームであった点など、作品で述べられた背景と一致する。

## 派生
2008年7月、ネクロマンのアクタースーツ制作。これを以って練馬区江古田のご当地ヒーローと自ら名乗りをあげ、積極的に地域イベントに参加。ヒーローらしからぬコミカルで自由な行動が次第にクチコミやネット上に取り上げられる機会が増え、練馬のヒーローとキャプションがつくこともある。テレビやラジオ番組にも幾たびか出演していた。
2014年3月8日を以て、上記コンセプトに則ったネクロマンショー（ヒーロークロスラインアクションライブ）の運営を終了した。

## 単行本
講談社「マガジンZKC」より刊行。
1. （2008年3月21日第1刷発行、同日発売）ISBN 978-4-06-349341-2
2. （2008年8月22日第1刷発行、同日発売）ISBN 978-4-06-349385-6